# Região Leste (Camarões)
Leste (em francês:  Est; em inglês:  East) é uma região dos Camarões, cuja capital é a cidade de Bertoua. Sua população em 2005 era 771 755 habitantes.	

## Departamentos
Lista dos departamentos da província com suas respectivas capitais entre parênteses:
- Boumba-et-Ngoko (Yokadouma)
- Haut-Nyong (Abong-Mbang)
- Kadey (Batouri)
- Lom-et-Djerem (Bertoua)

## Demografia
| 1976    | 1987    | 2005    |
| 366 235 | 517 198 | 771 755 |